# Diferentes maneras
Diferentes maneras (en vivo) es el primer disco de Massacre en vivo, grabado en los shows de agosto y noviembre de 2004, en "El Teatro", Buenos Aires. 

## Lista de canciones
1. Te Leo al Revés
2. Tres Paredes
3. Te Arrepiento
4. From Your Lips
5. A Jerry García
6. Nuevo Día
7. El Espejo (reflejo l)
8. Seguro es por mi Culpa
9. Sofía, la Súper Vedette
10. El Alma en la Barca
11. Angélica
12. La Nueva Amenaza
13. Mi Mami no lo Hará (Con La Tori)
14. Try to Hide
15. Plan B: Anhelo de Satisfacción
16. Diferentes Maneras

## Créditos
- Guillermo Wallas Cidade - voz
- Pablo Mondello (Pablo M.) - guitarra
- Luciano Bochi Facio - bajo
- Federico Fico Piskorz- guitarra acústica
- Carlos Charly Carnotta - batería

- Datos: Q5806971